# Gălbiori, Constanța
Gălbiori este un sat în comuna Crucea din județul Constanța, Dobrogea, România. Se află în Podișul Casimcei. În trecut s-a numit Sarâgea (în turcă Sarıca). La recensământul din 2002, satul avea o populație de 332 locuitori.